# مگنولیاییان
مگنولیاییان (نام علمی: Magnoliaceae) نام یک تیره از رده رده دم‌اسبی است.